# 巴拉加鎮區 (密歇根州)
巴拉加鎮區（英語：Baraga Township）是位於美國密歇根州巴拉加縣的一個行政鎮區。

## 地方資料
巴拉加鎮區的面積為484.80平方千米，當中陸地面積為476.00平方千米，而水域面積為8.80平方千米。根據2020年美國人口普查的數據，當地共有人口3478人，而人口密度為每平方千米7.17人。